# Betty Davis
Pour les articles homonymes, voir Davis.
Ne doit pas être confondu avec Bette Davis.
Betty Davis, née Betty Gray Mabry le 26 juillet 1944 à Durham (Caroline du Nord) et morte le 9 février 2022 à Homestead (Pennsylvanie), est une chanteuse américaine de soul et de funk.
Elle a enregistré quatre albums entre 1973 et 1976. Elle fut la seconde épouse de Miles Davis.

## Biographie

### Jeunesse et carrière de mannequin
Betty Mabry grandit dans la ferme de sa grand-mère à Durham en Caroline du Nord. Lorsqu'elle a 12 ans, sa famille déménage à Pittsburgh en Pennsylvanie, où son père travaille comme contremaître dans un haut fourneau.
À l'âge de 16 ans, Betty Mabry part pour New York. Étudiant le jour à l'institut des techniques de la mode, elle gagne sa vie en travaillant le jour comme secrétaire ou vendeuse. Pendant son temps libre, elle écrit quelques chansons, dont Uptown In Harlem, qui sera enregistrée en 1966 par le duo soul The Chamber Brothers sur leur premier album. Plus tard elle travaille comme mannequin, avec un certain succès : ses photos sont notamment publiées dans les magazines Seventeen, Ebony et Glamour. Lors de cette période elle rencontre de nombreux musiciens dont Jimi Hendrix et Sly Stone, leader du groupe funk Sly and the Family Stone… et Miles Davis.

### Mariage avec Miles Davis
Betty Mabry rencontre Miles Davis en 1967, et l'épouse en 1968 à l'âge de 23 ans (ils avaient 18 ans d'écart). Le mariage ne dure qu'un an, Miles Davis demandant le divorce en 1969 car, selon ses mots, son épouse est « trop jeune et sauvage » pour lui. Pour autant, le trompettiste affirmera plus tard que Betty Davis eut beaucoup d'influence sur son travail, lui faisant notamment découvrir le rock psychédélique de Jimi Hendrix et le funk novateur de Sly Stone. Cette influence se retrouve entre autres sur l'album Filles de Kilimanjaro, qui contient un morceau nommé Mademoiselle Mabry et dont la pochette a été réalisée à partir de plusieurs clichés de Betty Davis. L'influence d'Hendrix et de Sly Stone sur Miles Davis est également perceptible sur l'album Bitches Brew, souvent considéré comme fondateur du courant jazz-rock. Si l'origine du mystérieux titre de l'album reste inconnue, il est rapporté que le titre original envisagé pour l'album ait été Witches Brew, mais que Betty ait convaincu Miles Davis de le changer pour Bitches Brew.

### Carrière musicale
À la suite de sa rupture avec Miles Davis, Betty Davis reprend sa carrière de mannequin, voyageant notamment à Londres, où elle fut l'un des premiers mannequins noirs à défiler. Parallèlement, elle continue à écrire des chansons et envisage de se lancer dans une carrière musicale. En 1971, elle revient à New York dans ce but, apportant certaines de ses chansons au groupe de « Rock Latin » Santana du guitariste du même nom. Mais l'enregistrement n'a finalement pas lieu.
Elle utilise alors ses nombreux contacts dans le milieu de la musique pour former son propre groupe, avec lequel elle enregistre son premier album homonyme, qui sort en 1973. Le disque réunit des musiciens issus de groupes célèbres de la côte Ouest des États-Unis, dont les suivants :
- Neal Schon (du groupe Journey) - guitare
- Gregg Errico (de Sly and the Family Stone) - batterie
- Larry Graham (de Sly and the Family Stone, puis Graham Central Station) - basse
- Patryce Banks (Graham Central Station) - percussions
- Willie Sparks (Graham Central Station) - batterie
- Hershall Kennedy (Graham Central Station) - cuivres
- Greg Adams (du groupe Tower of Power) - cuivres
- Mic Gillette (Tower of Power) - cuivres
- The Pointer Sisters - chœurs

L'album, qui contient quelques morceaux sexuellement très explicites pour l'époque, choque certaines consciences, valant notamment à son auteure les remontrances de la NAACP (National Association for the Advancement of Coloured People, Association pour le progrès des gens de couleur), estimant qu'elle représente une « honte » pour les Noirs américains. Des groupes religieux organisent même des manifestations lors de ses concerts, dont plusieurs doivent être annulés. Le morceau If I'm In Luck I Might Get Picked Up est de plus interdit de diffusion dans la ville de Détroit, et de nombreuses radios du pays refusent de le passer à l'antenne. Une station de Kansas City s'attire même de sévères remontrances pour avoir diffusé le titre par accident.
Betty Davis enregistre néanmoins deux albums supplémentaires, They Say I'm Different en 1974, puis Nasty Gal en 1975. Moins controversés, ces disques ne rencontrent pourtant, comme leur prédécesseur, que peu de succès. Davis interrompt finalement sa carrière, malgré une session d'enregistrement en 1979, diffusée sous divers titres, Crashin' From Passion (en 1995) ou Hangin' Out In Hollywood (1996).
Un Best Of, Anti Love: The Best of Betty Davis, est publié en 2000.
Aujourd'hui, Betty Davis reste une figure culte, à laquelle de nombreux artistes comme Carlos Santana ont rendu hommage. Elle est souvent considérée comme une créatrice en avance sur son temps. Sa musique a notamment été samplée par des rappeurs comme Ice Cube ou Talib Kweli.
Les albums Betty Davis et They Say I'm Different ont été réédités par le label de Seattle Light in the Attic le 1er mai 2007.

### Mort
Betty Davis meurt à l'âge de 77 ans le 9 février 2022 à Homestead,,, de causes naturelles. Elle est incinérée, et les cendres sont remises à sa famille.

## Discographie

### Albums studio
- 1973 : Betty Davis
- 1974 : They Say I'm Different
- 1975 : Nasty Gal
- 1976 : Is it Love or Desire

### Compilations
- 1995 : Hangin' Out In Hollywood
- 1996 : Crashin' From Passion
- 2000 : Anti Love: The Best of Betty Davis
- 2005 : This Is It
- 2016 : The Columbia Years 1968-1969[10]